# 6e cérémonie des Filmfare Awards

La sixième cérémonie des Filmfare Awards s'est déroulée le 10 mai 1959 à Bombay en Inde.

## Palmarès
| Catégorie                                  | Lauréat                                                                                                |
| ------------------------------------------ | --- |
| Meilleur film                              | Madhumati - produit et réalisé par Bimal Roy - avec Dilip Kumar, Vyjayanthimala, Pran et Johnny Walker |
| Meilleur réalisateur                       | Bimal Roy (Madhumati)                                                                                  |
| Meilleur acteur                            | Dev Anand (Kalapani)                                                                                   |
| Meilleure actrice                          | Vyjayanthimala (Sadhna)                                                                                |
| Meilleur acteur dans un second rôle        | Johnny Walker (Madhumati)                                                                              |
| Meilleure actrice dans un second rôle      | Nalini Jaywant (Kalapani)                                                                              |
| Meilleur compositeur                       | Salil Chaudhary (Madhumati)                                                                            |
| Meilleur parolier                          | Shailendra pour « Yeh Mera Diwanapan Hai » (Yahudi)                                                    |
| Meilleur chanteur ou chanteuse de playback | Lata Mangeshkar pour « Aaja Re Pardesi » (Madhumati)                                                   |
| Meilleure histoire                         | Mukhram Sharma (Sadhna)                                                                                |
| Meilleurs dialogues                        | Rajinder Singh Bedi (Madhumati)                                                                        |
| Meilleure photographie (noir et blanc)     | Dilip Gupta (Madhumati)                                                                                |
| Meilleure direction artistique             | Sudhendu Roy (Madhumati)                                                                               |
| Meilleur son                               | - |
| Meilleur montage                           | Hrishikesh Mukherjee (Madhumati)                                                                       |